# Alt-Württemberg-Allee 35/37

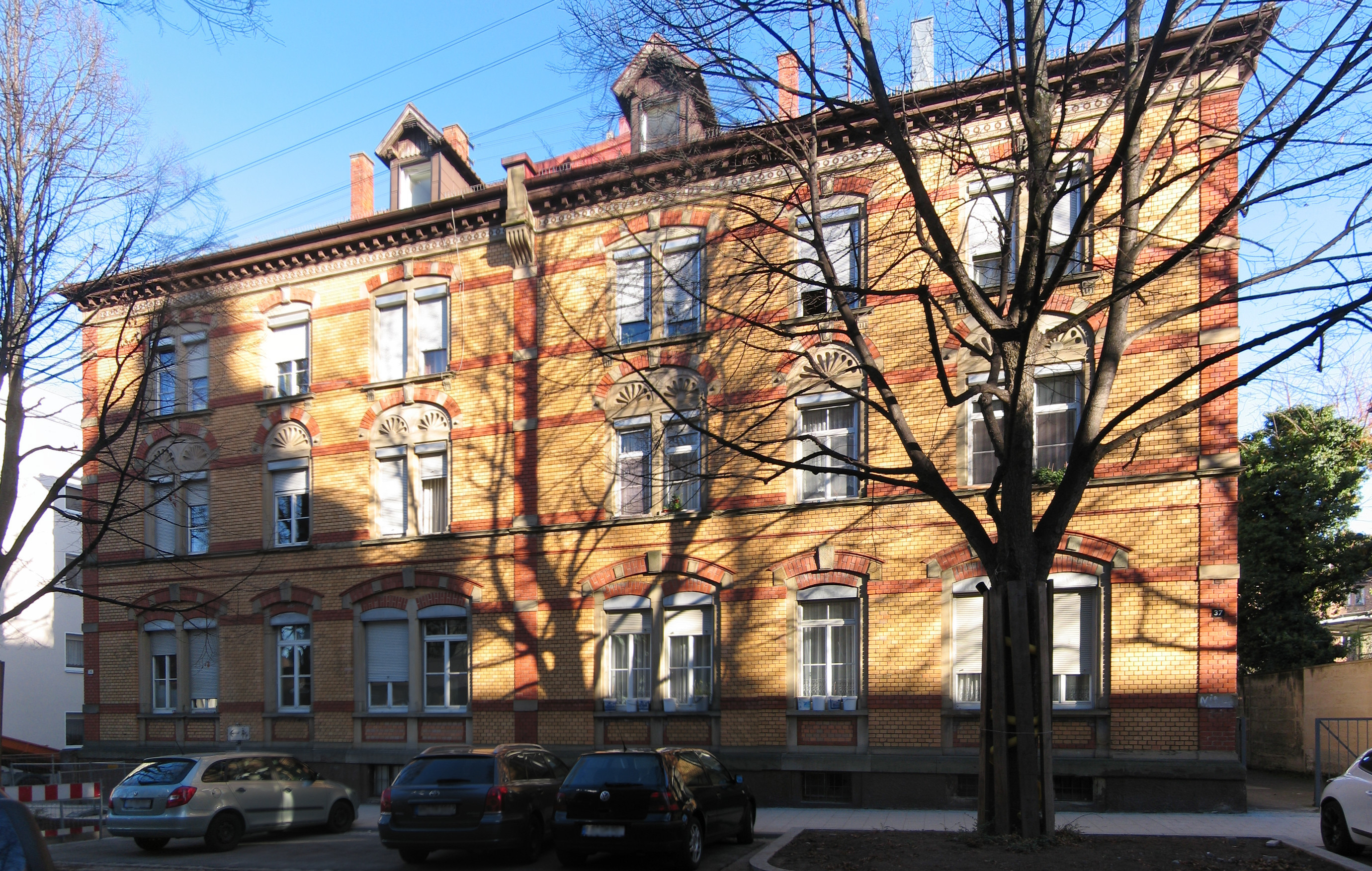
Gebäude Alt-Württemberg-Allee 35/37 in Ludwigsburg

Das Gebäude Alt-Württemberg-Allee 35/37 in Ludwigsburg, einer Stadt im nördlichen Baden-Württemberg, wurde 1894 errichtet. Das Doppelwohnhaus ist ein geschütztes Kulturdenkmal.
Das dreigeschossige Backsteinbau wurde nach Plänen von Fritz Baumgärtner errichtet. Die historisierende Straßenfront weist eine Gliederung durch Hausteinelemente und Keramik auf, die auch typisch für Militärbauten der Zeit ist. Im Erdgeschoss befand sich ursprünglich eine Bäckerei und eine Gastwirtschaft.